# Bishop (Texas)
Bishop város az USA Texas államában, Nueces megyében. Lakosainak száma 3174 fő (2020. április 1.).

## Népesség
A település népességének változása:
| Lakosok száma | 3305 | 3134 | 3174 |
|               | 2000 | 2010 | 2020 |